# Kirsten Cools
Kirsten Cools (Diest, 16 november 1974) is een Vlaamse zangeres, actrice en choreografe.

## Werk
Zij was achtergrondzangeres in de concertante versie van Jesus Christ Superstar in Vorst Nationaal. Samen met het orkest Maxemillecorde onder leiding van Max Smeets zong zij op de uitreiking van De Gouden Metropool 2000 en ging daarna met dit orkest op tournee in Nederland en België.
Bij de musicalafdeling van het Koninklijk Ballet van Vlaanderen was zij van de partij in Company, The King and I, Jubilee 15, The Hired Man, De Pré-historie van de Musical, She Loves Me, Let’s do it en A Little Night Music.
Daarna speelde ze achtereenvolgens de heks in Into the Woods, fee Karamella in Doornroosje en zeeheks Annemoon in De kleine zeemeermin.
Kirsten speelde mee en maakte de choreografie in de film Confituur van Lieven Debrauwer. Met Kris Struyven nam ze de single There for Me op. In Mamma Mia! Antwerpen speelde ze mee als ensemble. Tevens was ze te zien in Belle en het Beest als La Commodia.
In 2007 speelde ze de rol van Marijke Leemans in de Vlaamse soap Familie. Verder had ze gastrollen in Spoed, Zone Stad, speelde ze Mevrouw Pip in de Samson & Gert-aflevering Gert Dief en speelde ze Mevrouw de Beaufaze in de Big & Betsy (aflevering 'Het Huwelijksbureau').
In 2009 was Cools te zien in het ensemble van de Vlaamse versie van Elisabeth waar ze Mevrouw Wolf en Hertogin Ludovika speelde.
Later dit jaar speelde ze de rol van Mevrouw Elsa Schraeder in de musical "The Sound of Music".
Haar studie volgde Cools aan het Hoger Instituut voor Dans in Lier en aan het Koninklijk Conservatorium in Brussel.
In 2023 sprak Cools de Nederlands-Vlaamse stem in van Ursula voor de Nederlandse versie van de live-action film The Little Mermaid uit 2023.

## Nominatie
In 2002 werd ze genomineerd voor een John Kraaijkamp Musical Award in de categorie Beste vrouwelijke bijrol.